# Anthony Deroin
Anthony Deroin (Caen, 15 maart 1979) is een Frans voormalig voetballer die hoofdzakelijk als middenvelder speelde. Hij debuteerde in 1997 in het eerste team van SM Caen en bleef daarvoor spelen tot het einde van zijn carrière in 2012. Deroin passeerde in 2008 Yvan Lebourgeois, die tot op dat moment Caens recordhouder aller tijden was met 320 wedstrijden voor de club. Hij ging zelf door tot 406 wedstrijden.

## Carrière
- 1997-2012: SM Caen